# Chaumot (Yonne)
Chaumot es una comuna francesa situada en el departamento de Yonne, en la región de Borgoña-Franco Condado.

## Demografía
| 602 | 618 | 572 | 558 | 705 | 654 | 748 | 717 | 728 | 795 | 772 | 774 | 705 | 665 | 686 | 682 | 642 | 608 | 588 | 523 | 433 | 397 | 413 | 409 | 387 | 366 | 325 | 388 | 385 | 406 | 464 | 503 | 635 | 734 |
| Para los censos de 1962 a 1999 la población legal corresponde a la población sin duplicidades (Fuente: INSEE [Consultar]) |     |     |     |     |     |     |     |     |     |     |     |     |     |     |     |     |     |     |     |     |     |     |     |     |     |     |     |     |     |     |     |     |     |